# Bupleurum bourgaei
Bupleurum bourgaei är en flockblommig växtart som beskrevs av Pierre Edmond Boissier och Georges François Reuter. Bupleurum bourgaei ingår i släktet harörter, och familjen flockblommiga växter. Inga underarter finns listade i Catalogue of Life.